# ФК Орослањ

ФК Орослањ (мађ. Oroszlányi Szabadidő Egyesület), је мађарски фудбалски клуб. Седиште клуба је у Орослању, Комаром-Естергомк, Мађарска. Боје клуба су црвена и црна. Такмичи се у жупанијској лиги Комаром-Естергом.

## Имена клуба
- 1995–1996: Орослањ торна ФК − Oroszlányi Torna FC
- 1996–2000: Орослањи Бањас ШК − Oroszlányi Bányász SC
- 2000–2001: Орослањи сабадиде еђешилет − Oroszlányi Szabadidő Egyesület
- 2001–2004: Орослањ ВЕРТ − Oroszlány-VÉRT
- 2004–данас: Орослањи сабадиде еђешилет − Szabadidő Egyesület